# Mordellistena peloponnesensis
Mordellistena peloponnesensis es una especie de coleóptero de la familia Mordellidae.

## Distribución geográfica
Habita en Grecia.